# Veit Harlan

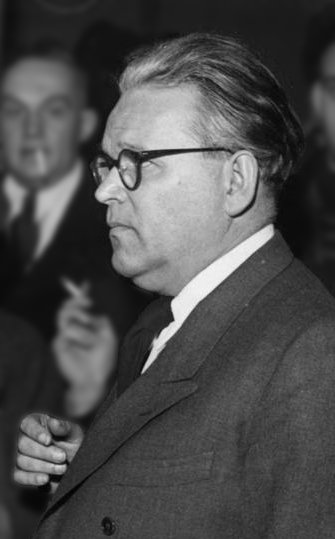
Veit Harlan während seines Prozesses im März 1949 in Hamburg

Veit Harlan (* 22. September 1899 in Charlottenburg; † 13. April 1964 auf Capri) war ein deutscher Schauspieler und Regisseur. Als Regisseur zur Zeit des Nationalsozialismus, besonders wegen der Propagandafilme Jud Süß und Kolberg, ist Harlan bis heute umstritten.

## Leben
Veit Harlan wurde als Sohn des Dramatikers und Dramaturgen Walter Harlan und dessen Frau Adele, geb. Boothby, in Charlottenburg in deren Wohnung am Savignyplatz 12 als viertes Kind nach seinem Bruder Walter, seiner Schwester Esther (1895–1975) und seinem Bruder Peter (1898–1966) geboren. Nach ihm folgten noch sein Bruder Fritz Moritz (1901–1970) und seine Schwestern Bertha Elise (1906–?) und Nele (1908–2004). Nach einer Silberschmiedlehre und Schauspielunterricht am Seminar von Max Reinhardt stand Harlan zum ersten Mal 1915 auf einer Theaterbühne.
1916 meldete er sich als Kriegsfreiwilliger und wurde an der Westfront eingesetzt.

### Anfänge als Schauspieler
Nach dem Ersten Weltkrieg wurde er 1919 Schauspiel-Volontär an der Berliner Volksbühne am damaligen Bülowplatz, zu deren festem Ensemble er von 1920 bis 1922 gehörte. Ab Mitte der 1920er Jahre übernahm Harlan auch Rollen im Film.
Im Jahr 1922 verließ Harlan Berlin, um am Landestheater in Meiningen und während der Theaterferien als Mitglied der norddeutschen Holtorf-Gruppe, einer Wanderbühne, Erfahrungen in der Provinz zu sammeln. Im selben Jahr heiratete er die jüdische Sängerin Dora Gerson. Die Ehe wurde nach zwei Jahren geschieden. Als Gerson sich 1941 aus ihrem Exil in den von Deutschland besetzten Niederlanden angesichts des antisemitischen Terrors um Hilfe an Harlan wandte, ließ er den Bittbrief unbeantwortet. Im Jahr 1943 wurde Gerson in das KZ Auschwitz-Birkenau verschleppt und dort ermordet. 1929 heiratete er in zweiter Ehe die Schauspielerin Hilde Körber, mit der er bis zur Scheidung neun Jahre später drei Kinder hatte: Thomas Christoph (1929–2010), Maria Christiane (1930–2018) und Susanne Christa (1932–1989). 1933 bekannte sich Harlan in einem Interview mit dem Völkischen Beobachter nach der Machtergreifung der Nationalsozialisten zu deren Politik.

### Anfänge als Theaterregisseur
Am 22. Januar 1935 gab er am Theater am Schiffbauerdamm sein Debüt als Bühnenregisseur mit der musikalischen Komödie Hochzeit an der Panke (So war Berlin), eine Posse, die der Erwin-Piscator-Schüler und Kabarettist Wolfgang Böttcher bearbeitet hatte. Am selben Haus inszenierte Harlan die Komödie Krach im Hinterhaus von Maximilian Böttcher, und zwar so erfolgreich, dass ihn die ABC-Filmproduktion um eine Kinoversion bat, die angeblich nur elf Drehtage in Anspruch nahm.

### NS-Filme
Von da an wandte sich Harlan der Filmregie zu und drehte neben Komödien auch zunehmend Propaganda-Filme im Sinne des Nationalsozialismus, meist mit dem Kameramann Bruno Mondi, der erstmals 1935 bei Krach im Hinterhaus mit ihm zusammenarbeitete und später auch Jud Süß und den aufwendigen „Durchhalte“-Farbfilm Kolberg aufnahm. 1937 wurde Reichspropagandaminister Joseph Goebbels durch den von Harlan unter der künstlerischen Oberleitung von Emil Jannings im heroischen Stil der NS-Propaganda gedrehten und mit dem Nationalen Filmpreis ausgezeichneten Film Der Herrscher auf den Regisseur aufmerksam und betraute ihn mit „staatspolitisch wertvollen“ Filmprojekten.
Von Goebbels bekam Harlan 1939 den Auftrag für den antisemitischen Hetzfilm Jud Süß. Harlan war neben der Regie auch am Drehbuch beteiligt, seine spätere Frau Kristina Söderbaum, Heinrich George, Ferdinand Marian und Werner Krauß, der in fünf Nebenrollen jeweils als Jude zu sehen war, spielten die Hauptrollen. Der Film wurde in Deutschland und Osteuropa während des Zweiten Weltkrieges gezielt eingesetzt, um den Antisemitismus zu schüren und damit weltanschaulich den Boden zu bereiten für die Deportationen der europäischen Juden. Da die propagandistische Wirkung des Films unbestritten war, wurde Harlan 1949 wegen „Beihilfe zur Verfolgung“ angeklagt, jedoch in zwei umstrittenen Prozessen freigesprochen (s. u.).
Auch der mit einem riesigen Aufwand an Statisten gedrehte Historienfilm Der große König (1940/42) über Friedrich den Großen gehört zu den Arbeiten von Harlan mit eindeutig nationalsozialistischer Tendenz. Er zeigt den Monarchen in seiner größten militärischen Krise, die er mit Verbissenheit und gegen den Widerstand seiner mutlosen Ratgeber und einer teilweise kriegsmüden Bevölkerung überwindet – eine direkte Anspielung auf die schwierige Lage Nazi-Deutschlands nach dem Scheitern des „Blitzkrieges“ gegen die Sowjetunion.
Im Jahr 1939 heiratete er Kristina Söderbaum. Aus dieser Ehe gingen zwei Söhne hervor, Kristian (* 1939, genannt Tian) und Caspar (* 1946). Söderbaum übernahm in vielen Filmen Harlans die Hauptrolle und erhielt vom Publikum den Beinamen „Reichswasserleiche“, da sie oft die Rolle der tragischen Selbstmörderin spielte – unter anderem auch als Opfer von „Jud Süß“. 1943 erhielt Harlan zum 25-jährigen Jubiläum der Universum Film AG (Ufa) den Professorentitel. Sein Status zeigt sich auch daran, dass er von 1942 bis zum Ende des nationalsozialistischen Deutschen Reiches alle seine Filme (insgesamt vier) in Agfacolor drehen konnte. Die aus Kostengründen parallel gedrehten Melodramen Immensee (1943) und Opfergang (1944) gelten als künstlerisch hochwertige, wenngleich moralisch und politisch fragwürdige Filme und wurden 2016 in restaurierten Fassungen auf DVD wiederveröffentlicht. Noch Ende Januar 1945 konnte Harlan unter größten Mühen und nach zahlreichen Änderungswünschen von Goebbels den mit Heinrich George und Kristina Söderbaum in den Hauptrollen gedrehten Ufa-Farbfilm Kolberg fertigstellen, der mit Produktionskosten von ca. 8 Millionen Reichsmark der teuerste Film im „Dritten Reich“ wurde. Er zeigt die Belagerung von Kolberg, eine Episode aus dem Vierten Koalitionskrieg von 1807, als der damalige preußische Major August Neidhardt von Gneisenau die Küstenstadt in Hinterpommern erfolgreich gegen eine französische Übermacht verteidigte.

### Nachkriegszeit

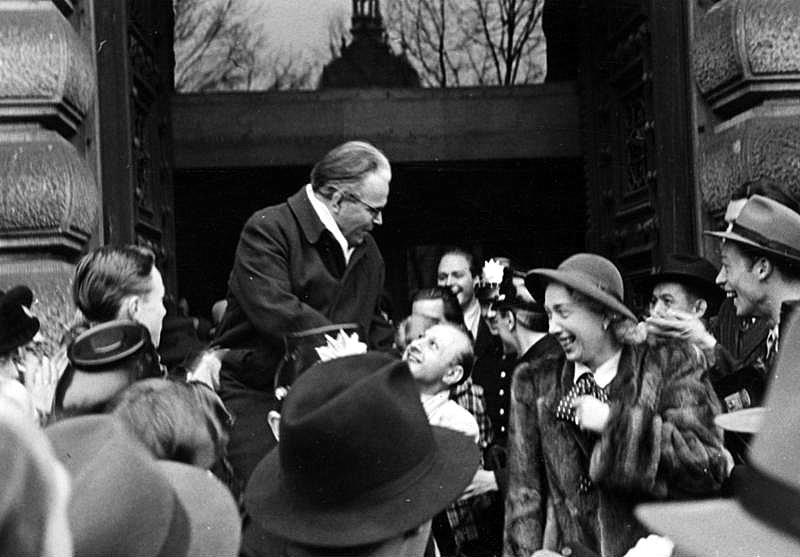
Veit Harlan unmittelbar nach seinem Freispruch am 23. April 1949

Nach Kriegsende wurde Harlan in einem auf eigenen Antrag vorgezogenen Entnazifizierungsverfahren als „Entlasteter“ eingestuft. Am 3. März 1949 wurde auf Antrag der VVN ein Schwurgerichtsverfahren vor dem Landgericht Hamburg unter dem Vorsitz von Walter Tyrolf eröffnet. Tyrolf war 1944 als Staatsanwalt beim Sondergericht Hamburg tätig gewesen. Die Anklage vertrat Gerhard Kramer, Harlans Verteidiger war Erich Wandschneider. Im Prozess wurde Harlan nach dem Kontrollratsgesetz Nr. 10 der „Beihilfe zur Verfolgung“ angeklagt. Harlan wurde am 23. April 1949 freigesprochen, weil ihm eine persönlich zurechenbare Schuld nicht nachzuweisen und eine strafrechtlich relevante Kausalität zwischen Film und Völkermord nicht beweisbar sei. Harlan-Anhänger trugen den Freigesprochenen auf ihren Schultern aus dem Gerichtssaal. Die Staatsanwaltschaft ging in Revision, woraufhin der Oberste Gerichtshof für die Britische Zone in Köln das Urteil aufhob, weil der Film Jud Süß „ein nicht unwesentliches Werkzeug“ gewesen sei. Im Revisionsprozess des Landgerichts Hamburg berief sich Harlan darauf, dass die Nationalsozialisten seine Kunst missbraucht, ihn zur Regie von Jud Süß gezwungen hätten und dass eine Weigerung ihn in eine bedrohliche Lage gebracht hätte. Das Gericht – erneut unter Vorsitz von Walter Tyrolf – folgte dieser Argumentation und sprach Harlan am 29. April 1950 frei.
Der während der Zeit des Nationalsozialismus in Deutschland tätige Drehbuchautor und Regisseur Géza von Cziffra behauptete in seiner 1975 erschienenen Autobiografie Kauf dir einen bunten Luftballon, dass ursprünglich der Produktionschef der Terra-Film Peter Paul Brauer für die Regie von Jud Süß vorgesehen gewesen sei. Doch habe Harlan unter anderem durch Interventionen im Propagandaministerium erfolgreich dafür gekämpft, den Film inszenieren zu können. Joseph Goebbels erwähnt Harlan mehrmals in seinen Tagebuchaufzeichnungen:

„Mit Harlan und Müller den Jud-Süßfilm besprochen. Harlan, der die Regie führen soll, hat da eine Menge neuer Ideen. Er überarbeitet das Drehbuch nochmal.“

„Besonders der Jud-Süßfilm ist nun von Harlan großartig umgearbeitet worden. Das wird der antisemitische Film werden.“

„Harlan Film ‚Jud-Süß‘. Ein ganz großer, genialer Wurf. Ein antisemitischer Film, wie wir ihn uns nur wünschen können. Ich freue mich darüber.“

Im Jahr 1951 forderte der Hamburger Senatsdirektor Erich Lüth das deutsche Publikum auf, Harlans ersten Nachkriegsfilm Unsterbliche Geliebte zu boykottieren. Carlo Schmid erklärte vor dem Deutschen Bundestag, Harlan habe dazu beigetragen, „die massenpsychologischen Voraussetzungen für die Vergasungen von Auschwitz zu schaffen“, und es sei eine Schande, die „Machwerke Harlans“ zu zeigen. In zwei Gerichtsverfahren wurde Lüths Boykottaufruf als „sittenwidrig“ i. S. v. § 826 BGB eingestuft. Die Zivilgerichte erließen deshalb Unterlassungsverfügungen gegen Lüth. Während dieser Prozesse erklärte Harlan, dass „jede Art von Antisemitismus vom kulturellen, religiösen und moralischen Standpunkt abzulehnen“ sei. Gegen diese Gerichtsentscheide legte Lüth Verfassungsbeschwerde beim Bundesverfassungsgericht ein, das die Entscheidungen der Vorinstanzen in einer vielbeachteten und -zitierten Grundsatzentscheidung aufhob, dem später so genannten Lüth-Urteil. Auch die Zivilgerichte hätten bei der Auslegung unbestimmter Rechtsbegriffe wie etwa „Sittenwidrigkeit“ die Grundrechte als prägende Wertordnung zu beachten. Im konkreten Fall hätten die Zivilrichter die Bedeutung des Art. 5 Abs. 1 GG (Meinungsfreiheit) zulasten des Beschwerdeführers völlig verkannt.
1957 drehte Harlan den Film Anders als du und ich (§ 175), der unter der wissenschaftlichen Beratung des Sexualwissenschaftlers Hans Giese angeblich ursprünglich ein Plädoyer für die Abschaffung des damals immer noch gültigen § 175 sein sollte, jedoch in der endgültigen Fassung (teilweise durch die Freiwillige Selbstkontrolle der Filmwirtschaft erzwungen) Homosexualität als unmoralisch und Ergebnis von Verführung darstellte. Harlan selbst teilte die Homosexuellen in „unsittliche“ und „tragische“ Fälle ein und wollte Letzteren nach eigener Aussage sein „Mitgefühl“ zeigen. Kritisiert wurde aber vor allem, dass der Regisseur in dem Film avantgardistische Kunst und Männerliebe gleichsetzte und verteufelte. Ebenfalls ein umstrittenes Sittengemälde im Zeitgeist der fünfziger Jahre ist Liebe kann wie Gift sein (1958), wo im Gefolge der Rosemarie-Nitribitt-Affäre die Themen Prostitution und Drogenabhängigkeit behandelt werden. Die Hauptrollen spielten Sabina Sesselmann und Joachim Fuchsberger. Die Theodor-Storm-Verfilmung Ich werde dich auf Händen tragen (1958) wurde Harlans letzter Film. Durch mehrere Herzinfarkte geschwächt, starb er am 13. April 1964 im Alter von 64 Jahren während eines Urlaubs auf Capri an einer Lungenentzündung. Dort wurde er auch beigesetzt.

## Familie
Harlans Nichte ist Christiane Kubrick, Witwe des Regisseurs Stanley Kubrick, und sein Neffe Jan Harlan, Produzent mehrerer Kubrick-Filme. Harlan war der Großvater der Autorin und Filmemacherin Jessica Jacoby.

## Auszeichnungen
- 1937: Staatsfilmpreis für Der Herrscher
- 1942: Ehrenring des deutschen Films für Der große König
- 1942: Coppa Mussolini für Der große König als bester ausländischer Film bei den Internationalen Filmfestspielen von Venedig
- 1942: Preis des Präsidenten der internationalen Filmkammer für Die goldene Stadt wegen besonderer Qualitäten als Farbfilm
- 1943: Ernennung zum Professor

## Filmografie

### Als Schauspieler
- 1926: Der Meister von Nürnberg
- 1927: Die Hose
- 1927: Das Mädchen mit den fünf Nullen
- 1927: Eins plus Eins gleich Drei
- 1929: Somnambul
- 1929: Es flüstert die Nacht …
- 1931: Hilfe! Überfall!
- 1931: Yorck
- 1932: Friederike
- 1932: Die elf Schill’schen Offiziere
- 1932: Die unsichtbare Front
- 1933: Der Choral von Leuthen
- 1933: Flüchtlinge
- 1933: Polizeiakte 909 (Taifun)
- 1934: Gern hab’ ich die Frau’n geküsst
- 1935: Nur nicht weich werden, Susanne!
- 1935: Stradivari
- 1935: Das Mädchen Johanna

### Als Regisseur
- 1935: Die Pompadour (Dialog-Regie)
- 1935: Krach im Hinterhaus
- 1936: Kater Lampe
- 1936: Der müde Theodor
- 1936: Alles für Veronika (Fräulein Veronika)
- 1936: Maria, die Magd
- 1937: Die Kreutzersonate (nach der gleichnamigen Novelle von Leo Tolstoi)
- 1937: Der Herrscher
- 1937: Mein Sohn, der Herr Minister
- 1938: Jugend
- 1938: Verwehte Spuren
- 1939: Das unsterbliche Herz
- 1939: Die Reise nach Tilsit
- 1939/41: Pedro soll hängen
- 1940: Jud Süß
- 1940/42: Der große König
- 1942: Die goldene Stadt
- 1943: Immensee (nach der gleichnamigen Novelle von Theodor Storm)
- 1943/45: Kolberg
- 1944: Opfergang (nach Rudolf G. Binding)
- 1951: Unsterbliche Geliebte, nach Aquis submersus von Theodor Storm
- 1951: Hanna Amon
- 1953: Die blaue Stunde
- 1954: Sterne über Colombo
- 1954: Die Gefangene des Maharadscha
- 1955: Verrat an Deutschland
- 1957: Anders als du und ich (§ 175) / Das dritte Geschlecht
- 1958: Liebe kann wie Gift sein
- 1958: Es war die erste Liebe (Regie-Mitarbeit)
- 1958: Ich werde dich auf Händen tragen
- 1962: Die blonde Frau des Maharadscha (Zusammenschnitt der Filme Sterne über Colombo und Die Gefangene des Maharadscha)

### Als Herstellungsleiter und Drehbuchautor
- 1942/51: Augen der Liebe
- 1945: Der Puppenspieler, unvollendet

## Theater

### Schauspieler
- 1919: Georg Kaiser: Die Bürger von Calais – Regie: Paul Legband (Volksbühne Theater am Bülowplatz Berlin)
- 1920: Friedrich Schiller: Wallensteins Tod – Regie: Friedrich Kayssler (Volksbühne Theater am Bülowplatz Berlin)
- 1920: Heinrich von Kleist: Das Käthchen von Heilbronn – Regie: Johannes Klaudius (Volksbühne Theater am Bülowplatz Berlin)
- 1921: William Shakespeare: Die Komödie der Irrungen – Regie: Jürgen Fehling (Volksbühne Theater am Bülowplatz Berlin)
- 1922: Gerhart Hauptmann: Die Ratten – Regie: Jürgen Fehling (Volksbühne Theater am Bülowplatz Berlin)
- 1922: Hans Sachs: Der Rossdieb zu Fünsing – Regie: Edgar Klitsch (Volksbühne Theater am Bülowplatz Berlin – Jugendbühne)
- 1923: Paul Altenberg: Der Narr von Lerici (Narr) – Regie: Franz Ulbrich (Landestheater Thüringen Meiningen)
- 1924: Bertolt Brecht: Eduard II. – Regie: ? (Staatliches Schauspielhaus Berlin)
- 1925: Arnolt Bronnen: Die Exesse (Bub) – Regie: Heinz Hilpert (Junge Bühne im Lessingtheater Berlin)
- 1925: Arnolt Bronnen: Die Geburt der Jugend (Proletarier) – Regie: Friedrich Neubauer (Lessingtheater Berlin)
- 1925: William Shakespeare: Der Widerspenstigen Zähmung – Regie: Ludwig Berger (Schiller Theater Berlin)
- 1926: Hans Henny Jahnn: Medea (Älterer Sohn) – Regie: Jürgen Fehling (Staatliches Schauspielhaus Berlin)
- 1926: Friedrich Schiller: Die Räuber – Regie: Traugott Müller (Piscator-Bühne im Theater am Nollendorfplatz Berlin)
- 1926: Ralph Benatzky: Im weißen Rößl (Sülzheimer) – Regie: Jürgen Fehling (Staatliches Schauspielhaus Berlin)
- 1927: Felix Joachimson: Fünf von der Jazzband (Schwarzer Schlagzeuger Jim) – Regie: Erich Engel (Schiller Theater Berlin)
- 1927: Franz Grillparzer: Weh dem, der lügt! (Küchenjunge Leon) – Regie: Erich Engel (Schiller Theater Berlin)
- 1927: Walter Hasenclever: Ein besserer Herr – Regie: Heinz Hilpert (Deutsches Theater Berlin)
- 1928: Dietzenschmidt: Hinterhauslegende (Mörder) – Regie: Wolfgang Hoffmann-Harnisch (Schiller Theater Berlin)
- 1928: Georg Kaiser: Gas (Gasarbeiter) – Regie: Leopold Jessner (Schiller Theater Berlin)
- 1928: Gerhart Hauptmann: Die Weber (Moriz Jäger) – Regie: Leopold Jessner (Staatliches Schauspielhaus Berlin)
- 1929: Dieter Knoeller: So und so, so geht der Wind – Regie: Wolfgang Hoffmann-Harnisch (Schiller Theater Berlin)
- 1929: Hermann Essig: Des Kaisers Soldaten – Regie: Jürgen Fehling (Schiller Theater Berlin)
- 1929: Maxwell Anderson: Zaungäste – Regie: Jürgen Fehling (Schiller Theater Berlin)
- 1930: George Ciprian: Der Mann mit dem Klepper (Ideologe) – Regie: Ernst Legal (Schiller Theater Berlin)
- 1930: Lion Feuchtwanger: Wird Hill amnestiert? – Regie: Leopold Jessner (Staatliches Schauspielhaus Berlin)
- 1930: William Shakespeare: Liebes Leid und Lust – Regie: Jürgen Fehling (Staatliches Schauspielhaus Berlin)
- 1931: Gotthold Ephraim Lessing: Matrone von Ephesus – Regie: Leopold Lindtberg (Staatliches Schauspielhaus Berlin)
- 1932: Friedrich Schiller: Wilhelm Tell (Melchthal) – Regie: Jürgen Fehling (Staatliches Schauspielhaus Berlin)
- 1932: Johann Wolfgang von Goethe: Faust. Eine Tragödie (Schüler) – Regie: Lothar Müthel (Staatliches Schauspielhaus Berlin)
- 1932: Reinhard Goering: Die Südpolexpedition des Kapitäns Scott Regie: Leopold Jessner (Staatliches Schauspielhaus Berlin)
- 1933: Johann Wolfgang von Goethe: Faust. Der Tragödie zweiter Teil (Baccalaureus) – Regie: Gustav Lindemann (Staatliches Schauspielhaus Berlin)
- 1933: Maxim Ziese: Siebenstein (Ursulas Freund) – Regie: Jürgen Fehling (Staatliches Schauspielhaus Berlin)
- 1933: Hanns Johst: Schlageter (Friedrich Thiemann) – Regie: ? (Staatliches Schauspielhaus Berlin)

### Regisseur
- 1934: Maximilian Böttcher: Krach im Hinterhaus (Theater am Schiffbauerdamm Berlin)
- 1934: Maximilian Böttcher: Hochzeit an der Panke (Theater am Schiffbauerdamm Berlin)
- 1935: Fritz Peter Buch: Veronika (Kleines Theater Unter den Linden)
- 1935: Pedro Calderón de la Barca: Dame Kobold (Agnes-Straub-Theater Berlin)

## Hörspiele (Sprecher)
- 1926: Christian Dietrich Grabbe: Herzog Theodor von Gothland. Tragödie in fünf Akten – Bearbeitung und Regie: Alfred Braun
- 1926: Thomas Mann: Fiorenza – Regie: Alfred Braun
- 1935 oder 1936: Hans Rothe: Verwehte Spuren – Regie: Gerd Fricke

## Dokumentation
- Harlan – Im Schatten von Jud Süss (2008)[14]